# 66669 Aradac
66669 Aradac è un asteroide della fascia principale. Scoperto nel 1999, presenta un'orbita caratterizzata da un semiasse maggiore pari a 2,6682932 UA e da un'eccentricità di 0,1068290, inclinata di 10,81606° rispetto all'eclittica.